# Scopula subaequalis
Scopula subaequalis là một loài bướm đêm trong họ Geometridae.